# 上萊茵

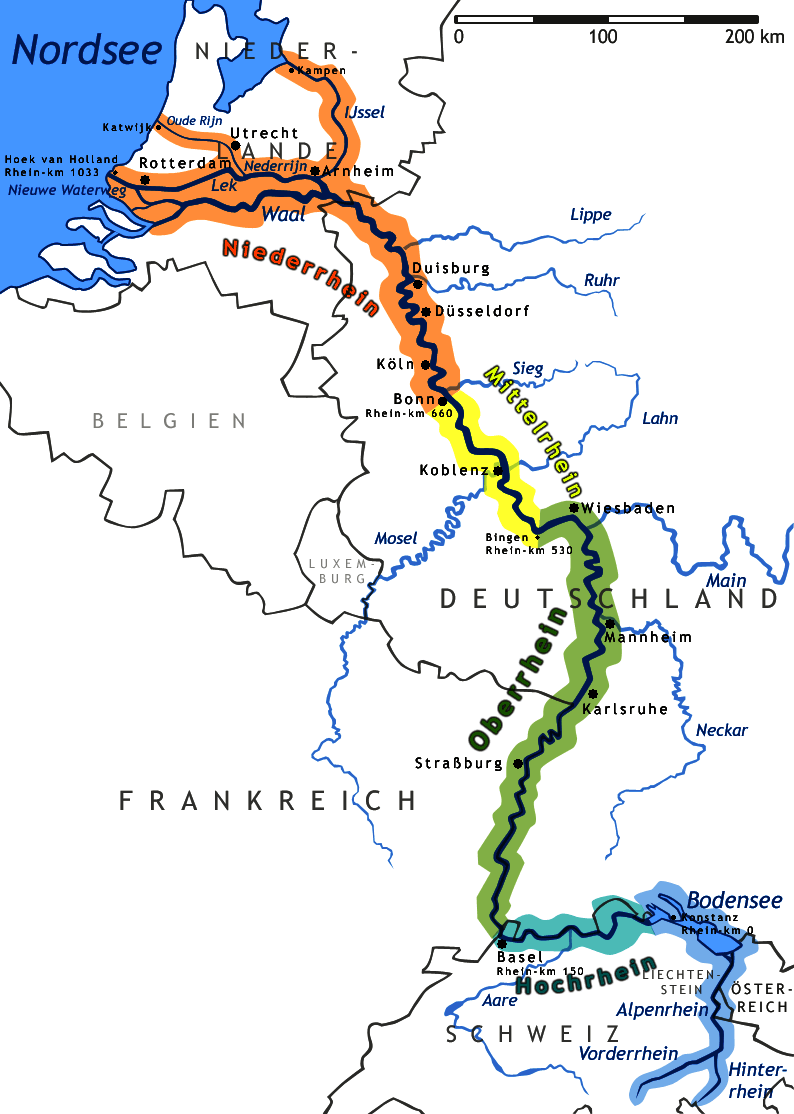
圖中之綠色部分為上萊茵河段

上萊茵（德語：Oberrhein）是指萊茵河的上游自瑞士巴塞爾至德國萊茵河畔賓根之間的河段，也是萊茵河的四個河段之一。上萊茵地區沿岸國家與一級行政區有瑞士巴塞爾城市州、法國大東部大區和德國萊茵蘭-普法爾茨州與黑森州，沿岸主要城市有巴塞爾、米盧斯、斯特拉斯堡、卡爾斯魯厄、曼海姆、路德維希港和美因茨。

## 水系
上萊茵河兩條最大的支流——內卡河、美因河——都屬於右支流，內卡河於曼海姆匯入，美因河於美因茨匯入。另有一較小的左支流納厄河在萊茵河畔賓根匯入。之後，上萊茵河本身匯入萊茵山塊之間的峽谷，從而成為中萊茵河。

## 地質學
大約3500萬年前，由於地殼和地函中的拉應力導致地表下降，現在的巴塞爾和法蘭克福之間出現一個長約300公里、寬約50公里的裂谷。這條裂谷已經被有部分被沉積物填滿了。裂谷的兩邊是山脈，或稱為「裂谷側翼」，東側是黑森林和歐登瓦德山，西邊是佛日山脈和普法爾茨森林。更新世以前，高萊茵河是從巴塞爾繼續向西依序流經杜河、索恩河，再流入羅納河。但自從更新世早期，上萊茵河從羅納河襲奪了高萊茵河，使高萊茵河改道流入新形成的上萊茵河谷。現今，巴塞爾的萊茵膝標誌著從高萊茵河到上萊茵河的過渡，流向由西轉北。河岸景觀方面，從相對較矮小的高萊茵河單面山變成上萊茵河寬闊的裂谷帶。

## 外部連結
- Official tourism website of the Upper Rhine Valley（页面存档备份，存于）
- EUCOR-URGENT
- Franco-German-Swiss Conference of the Upper Rhine（页面存档备份，存于）
- Regional Association of the Southern Upper Rhine
- RegionalverRegional Association of the Central Upper Rhine
- Association for Regional History in the Upper Rhine area（页面存档备份，存于）
- Information on the Integrated Rhine Programme from the government office in Freiburg
- Water Management Administration of Rhineland-Palatinate
- Gauge station Maxau
- The flood plane north of Strasbourg[]

48°57′N 8°16′E / 48.950°N 8.267°E